# Conseil du Keewatin
Le Conseil de Keewatin fut une instance dirigeante qui représenta à la fois le corps législatif (non élu) et le gouvernement territorial de l'ancien district de Keewatin au Canada. Ce Conseil a existé à partir de 1876 jusqu'à 1877.

## Historique
Le district de Keewatin a été créé par l'adoption du Keewatin Act le 12 avril 1876 à partir d'un fragment des Territoires du Nord-Ouest canadien. [A] Le lieutenant gouverneur Alexander Morris convainquit le gouvernement fédéral que le nouveau gouvernement territorial des Territoires du Nord-Ouest serait dans l'incapacité d"administrer à la fois le Nord et l'Est de la région du Manitoba. Peu de temps après la création du District de Keewatin, une grande vague d'immigrants islandais infectés par la variole arriva, et contamina rapidement la population indigène. Afin de contenir l'épidémie[H], le gouvernement canadien autorisa la formation du-dit district. Le Conseil devait également gérer les demandes des indigènes, les demandes de terres des immigrants, les requêtes de la Compagnie de la Baie d'Hudson, ainsi que la politique et la santé publique. L'existence du  Conseil de Keewatin dura du 25 novembre 1876 jusqu'au 16 avril 1877, date après laquelle l'administration du territoire retourna sous juridiction fédérale.

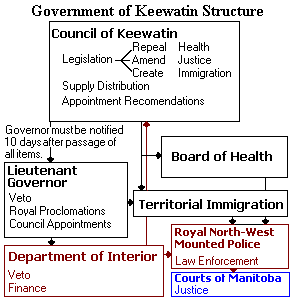
Structure et pouvoirs du gouvernement de Keewatin.

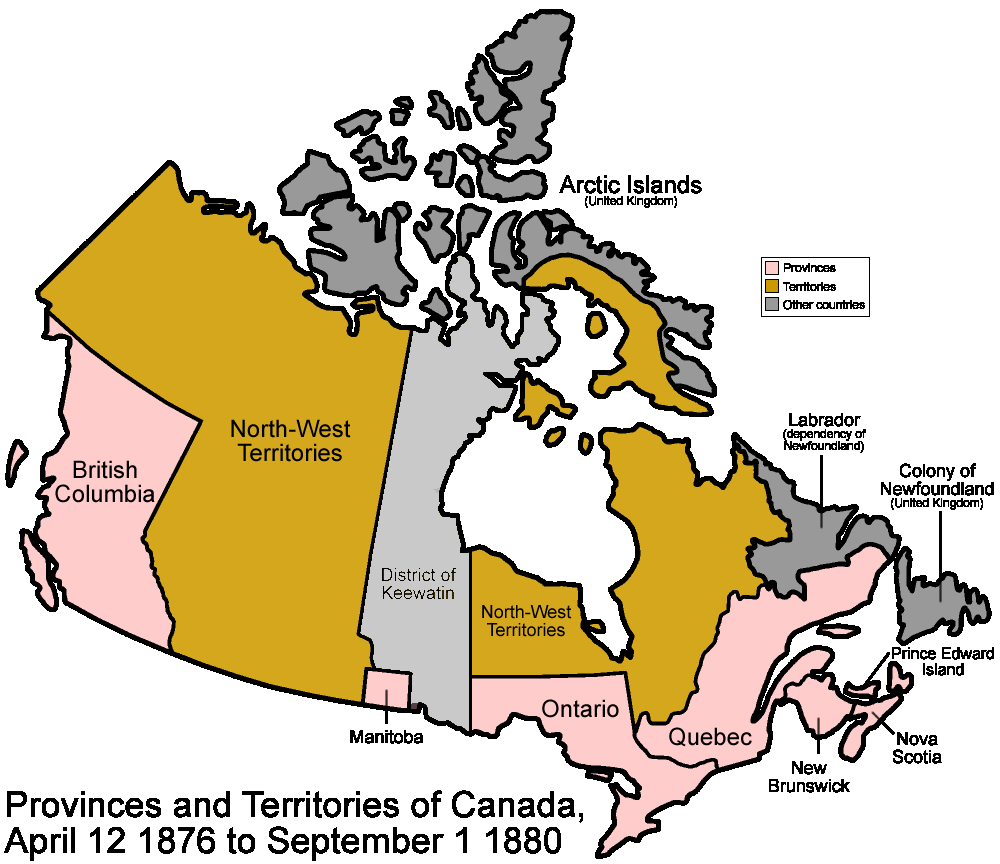
Carte indiquant le District de Keewatin en 1876 (en gris clair au centre).

Le fondateur du Conseil et du District de Keewatin est Alexander Morris. Il choisissait et nommait les membres du Conseil avec l'approbation du gouvernement canadien. Lorsque le Conseil fut défait en 1877, la législation et les départements mis en place sous son autorité (tel que le Conseil de la Santé et de la Quarantaine) perdurèrent jusqu'en 1878. Le Conseil de Keewatin ne revit pas le jour avant la rétrocession du District aux Territoires du Nord en 1905.[A] Tout ce qui relevait de l'administratif fut géré par le Gouvernement du Canada et le Lieutenant Gouverneur du Manitoba. 

## Localisation
Le nouveau district de Keewatin était détaché des Territoires du Nord-Ouest. Son territoire s'étendait au nord de la "province timbre-poste", de la frontière américano-canadienne aux côtes nordiques du Canada. Il était bordé à l'Ouest par les Territoires du Nord-Ouest, et à l'est par l'Ontario et à nouveau les Territoires du Nord-Ouest. Le Lieutenant Gouverneur du Manitoba, Alexander Morris, fut également le Lieutenant Gouverneur du district de Keewatin.